# Александр Солунский

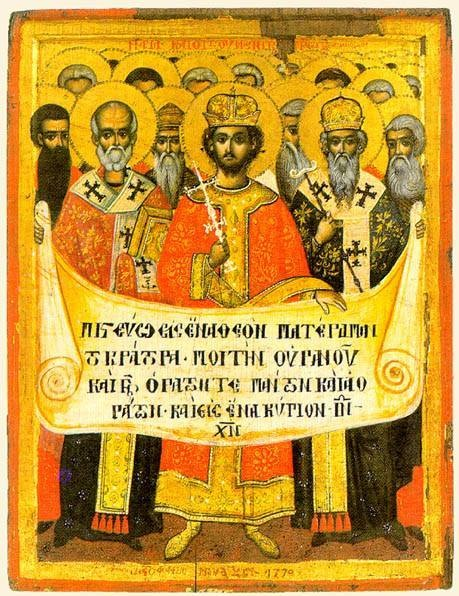
Константин Великий с иерархами, участниками Первого Вселенского Собора, несущие Никейский Символ веры. Икона 1770 г. из церкви Успения Пресвятой Богородицы в Карии

Александр Солунский (Александр Фессалоникийский; ? — между 305 и 311 годами) — раннехристианский греческий святитель и мученик, пострадавший во время правления римского императора Максимиана. Архиепископ Салоник IV века.
Александр Фессалоникийский был среди епископов, присутствовавших на Первом Вселенском Соборе. Согласно источникам, Александр был активным сторонником и поддерживал Афанасия Великого в его борьбе с арианством за престиж Восточной православной церкви. Подписался, как Αλέξανδρος Θεσσαλονίκης διὰ τῶν ὑπ᾿ αὐτὸν τελούντων, ταῖς κατὰ Μακεδονίαν πρώτην καὶ δευτέραν σὺν τῇ ῾Ελλάδι, τήν τε Εὐρώπην πᾆσαν, Σκυθίαν ἑκατέραν, καὶ ταῖς κατὰ τὸ ᾿Ιλλυρικὸν ἁπάσαις, Θεσσαλίαν τε καὶ ᾿Αχαΐαν (Александр Солунский и Македонии Первой и Второй и на всей Эллады, Европы, Скифии, Илирика, Тесалии и Ахая).
Архиепископ Салоник с 305 по 335 год. За исповедание Христовой веры был схвачен язычниками и предстал перед императором Максимианом (305—311). Не только открыто назвал себя христианином, но, в ответ на предложение принести жертву идолам, в негодовании перевернул идольский жертвенник.
Император приказал обезглавить святого. Когда казнь совершилась, император и палач увидели, как Ангел Небесный предшествует возносящейся на небо душе святого мученика Александра. Император разрешил христианам похоронить с честью тело святого в городе Солуни, что они с радостью и исполнили.